# Hubert Aiwanger
Hubert Aiwanger (ur. 26 stycznia 1971 w Ergoldsbach) – niemiecki polityk, rolnik i działacz samorządowy, deputowany do Landtagu Bawarii, minister i wicepremier w rządach Bawarii, lider Wolnych Wyborców (FW).

## Życiorys
W 1990 ukończył szkołę średnią, następnie odbył służbę wojskową. W 1995 ukończył studia rolnicze w Fachhochschule Weihenstephan (był stypendystą fundacji Hanns-Seidel-Stiftung). Od 2001 związany z ruchem niezależnych wyborców Freie Wähler. W 2006 został wybrany na przewodniczącego FW w Bawarii. W 2008 kierowana przez niego organizacja po raz pierwszy przekroczyła próg wyborczy w wyborach do landtagu, Hubert Aiwanger uzyskał jeden z mandatów poselskich, stając na czele frakcji parlamentarnej; mandat utrzymywał również w wyborach w 2013, 2018 i 2023. W 2010 został wybrany na przewodniczącego federalnego związku Freie Wähler.
Po wyborach w 2018 jego ugrupowanie współtworzyło koalicję rządową z CSU. W listopadzie 2018 Hubert Aiwanger dołączył do drugiego bawarskiego rządu Markusa Södera jako wicepremier oraz minister gospodarki, rozwoju regionalnego i energii. Koalicję odnowiono również w 2023 – lider FW objął tożsame funkcje w trzecim gabinecie Markusa Södera.